# Oleg Viktorovič Maltsev
Oleg Viktorovič Maltsev (Odessa, 17 aprile 1975) è uno psicologo e ricercatore ucraino.
È anche un maestro di arti marziali e ha pubblicato estensivamente sul misticismo europeo. Gli esponenti del movimento anti-sette in Russia e Ucraina hanno criticato la sua associazione come un culto. E' stato però difeso dal Centro Studi Nuove Religioni (CESNUR). Nel 2018 è diventato un accademico dell'Accademia nazionale delle scienze dell'Ucraina.

## Biografia
Secondo le biografie autorizzate, ma non confermate, Oleg V. Maltsev è nato a Odessa, in Ucraina, il 17 aprile 1975, in una famiglia ebrea che si è trasferita a Sebastopoli nello stesso anno 1975. Si è preparato per la carriera militare presso la scuola Mosca Cadet Corps, dove ha imparato le basi di diverse arti marziali, e ha avuto come mentore Viktor Pavlovič Svetlov (pseud. di Avraam Michelssohn, 1919-1998), le cui idee e tecniche di auto-miglioramento hanno avuto un'influenza duratura su Maltsev. Allo stesso tempo ha studiato legge ed è stato ammesso all'esercizio della professione di avvocato prima in Russia e poi in Ucraina. Svetlov era l'erede di una tradizione sovietica nello studio della memoria, e Maltsev sviluppò un interesse per la psicologia, incontrando successivamente le teorie di Leopold Szondi, che alla fine divenne "uno dei pilastri" della visione del mondo di Maltsev.
Inizialmente in collaborazione con Svetlov, che tuttavia è morto a Mosca in un incidente automobilistico il 27 aprile 1998, e poi con un piccolo numero di discepoli, Maltsev ha fondato diverse organizzazioni, in particolare dopo il ritorno da Sebastopoli nella sua città natale di Odessa nel 2014, poco prima dell'annessione della Crimea da parte della Federazione Russa. Questi includono L’Istituto internazionale Schicksalsanalys (Analisi del destino) di ricerca comunitaria, L'Istituto di Ricerca Scientifica di memoria, L'Istituto di ricerca scientifica delle tradizioni delle arti marziali internazionali studio e ricerca criminale sulla maneggio delle armi, con l'Associazione delle scienze applicate che funge da organizzazione ombrello per tutti e tre gli istituti, seguendo tutte le teorie di Maltsev, che ha ottenuto il dottorato in Scienze psicologiche presso l'Università di Odessa il 26 giugno 2017.
Maltsev è un prolifico autore e docente, e migliaia hanno partecipato alle conferenze e ai seminari che offre in diversi paesi e online. A giugno 2018, una bibliografia annotata compilata da studiosi associati al centro italiano per lo studio di nuovi movimenti religiosi CESNUR elencava 40 libri, 23 traduzioni di arti marziali e trattati di scherma da italiano, spagnolo, tedesco e inglese e 38 video documentari e film, la maggior parte di questi ultimi risultato di "spedizioni" Maltsev organizza in vari paesi alla ricerca di materiale archivistico e storico.

## Attività scientifica
Oleg Maltsev esplora il coping: il comportamento delle persone in situazioni stressanti. Ha difeso la sua tesi sul tema "Coping come fattore di sicurezza di personalità nel moderno spazio sociale", dove, usando l'esempio di un conflitto militare nel Donbass, studiò come le persone si comportano in una guerra.,  Gli studi sono stati condotti utilizzando un campione della popolazione di lingua ucraina di Kiev, Leopoli, Odessa e Mariupol. Analizzando la relazione tra stress, coping e sicurezza di personalità, Oleg Maltsev ha dimostrato che un senso soggettivo di sicurezza aiuta le persone a superare gli atteggiamenti negativi verso se stessi e il mondo. Il supporto per i propri cari, il supporto psicologico, le attività religiose e sociali contribuiscono a un senso di sicurezza.
Il risultato di questi studi è stata la difesa nel 2017 della tesi di dottorato "Coping come fattore di sicurezza di personalità nel moderno spazio sociale" presso l'Università di Odessa.
Una delle attività è la divulgazione del concetto di analisi del destino, introdotto dallo psicoanalista ungherese Leopold Szondi. Oleg Maltsev ha fondato l'istituto di ricerca "La comunità internazionale analitica del destino", in cui, in particolare, uno dei libri di Szondi, "I-analysis", è stato tradotto per la prima volta dal tedesco. Analisi del destino, teorie cognitivo-sperimentali e genetiche-psicologiche, teoria transazionale dello stress sono state usate per studiare il coping durante la guerra russo-ucraina., , 
Nell'ambito dello sviluppo del concetto di analisi del destino, Oleg Maltsev collabora con l'Istituto Szondi (Zurigo). Le attività di Oleg Maltsev furono molto apprezzate dal sociologo italiano delle religioni, il Professor Massimo Introvigne, che era interessato all'analisi del destino come una delle aree della scienza accademica.
Nell'agosto 2019, il candidato delle scienze psicologiche Oleg Maltsev, insieme al dottore in scienze giuridiche Alexander Sainčin e al dottore in scienze giuridiche Alexander Sotula, hanno presentato una monografia sull'indagine sulle omicidi seriali. Gli autori del lavoro scientifico sono Oleg Viktorovič Maltsev e Alexander Sergeevič Sainčin. Gli autori sperano che il loro lavoro consentirà di introdurre a livello legislativo il concetto di "uccisione seriale", che non è ancora sancito dalla legislazione di nessuno dei paesi. La monografia è composta da tre sezioni. Due di questi includono una ricerca legale comparato del diritto penale dell'Ucraina e di altri paesi della famiglia romano-tedesca, le basi teoriche delle indagini, le tattiche di rintracciare e trattenere i sospetti, e la terza sezione descrive il ritratto psicologico dei serial killer.

## Analisi del destino e l'eredità di Szondi
Il lavoro di Maltsev nel campo della psicologia segue sia gli studi della memoria degli accademici sovietici Grigory Semenovich Popov e Alexei Samuilovich Yakovlev e la tradizione di Leopold Szondi, che rappresenta una tendenza minoritaria all'interno della psicoanalisi rispetto alle scuole di maggioranza di Sigmund Freud e Carl Gustav Jung, entrambi hanno stretto amicizia con Szondi e lo hanno tenuto in grande considerazione. La teoria fondamentale di Szondi era che, oltre all'inconscio individuale di Freud e all'inconscio collettivo di Jung, un "inconscio di famiglia", che rappresenta la presenza dei nostri antenati vicini e remoti nel nostro campo psichico, ha un'importanza cruciale nel determinare le nostre scelte, cioè le nostre "destino". Quando diventiamo consapevoli dell'inconscio della nostra famiglia, diventiamo capaci di trascendere il nostro "destino compulsivo" e operare più liberamente nel fare le scelte più importanti della nostra vita.
Maltsev insegna una versione originale del sistema di Szondi, che è in gran parte focalizzata sull'analisi dei "blocchi" nella nostra memoria, dove è anche al lavoro l'inconscio della famiglia e sulle tecniche per esplorare e interagire con i blocchi di memoria, sviluppando le nostre abilità. Questo combina l'analisi del destino di Szondi con una dottrina originariamente sviluppata da Svetlov e nota come "piedistallo" (pastamento), una "scienza dell'implementazione del compito" che ci guida a selezionare le soluzioni più efficaci ai problemi che incontriamo nella vita.
Maltsev ritiene inoltre che l'Analisi del destino di Szondi possa essere utilmente applicata a una varietà di campi, compresa l'indagine storica. Ad esempio, la psicologa italiana Raffaella Di Marzio ha analizzato come Maltsev utilizzi Analisi del destino nel suo film documentario sul bandito siciliano Salvatore Giuliano, Nessuna paura, Nessun rimpianto. Il film, secondo Di Marzio, "mette alla prova Analisi del destino contro Salvatore Giuliano" e mostra come il metodo di Szondi "possa effettivamente aiutare a districare il vero Giuliano da quello mitologico". Il film, sostiene Di Marzio, insiste sul fatto che "il mitologico Giuliano esibisce tratti non compatibili con una inconscia di famiglia siciliana e tipicamente americani" e dichiara i tratti "siciliani" genuini e "americani" quelle spurie.

## Attività di spedizione scientifica

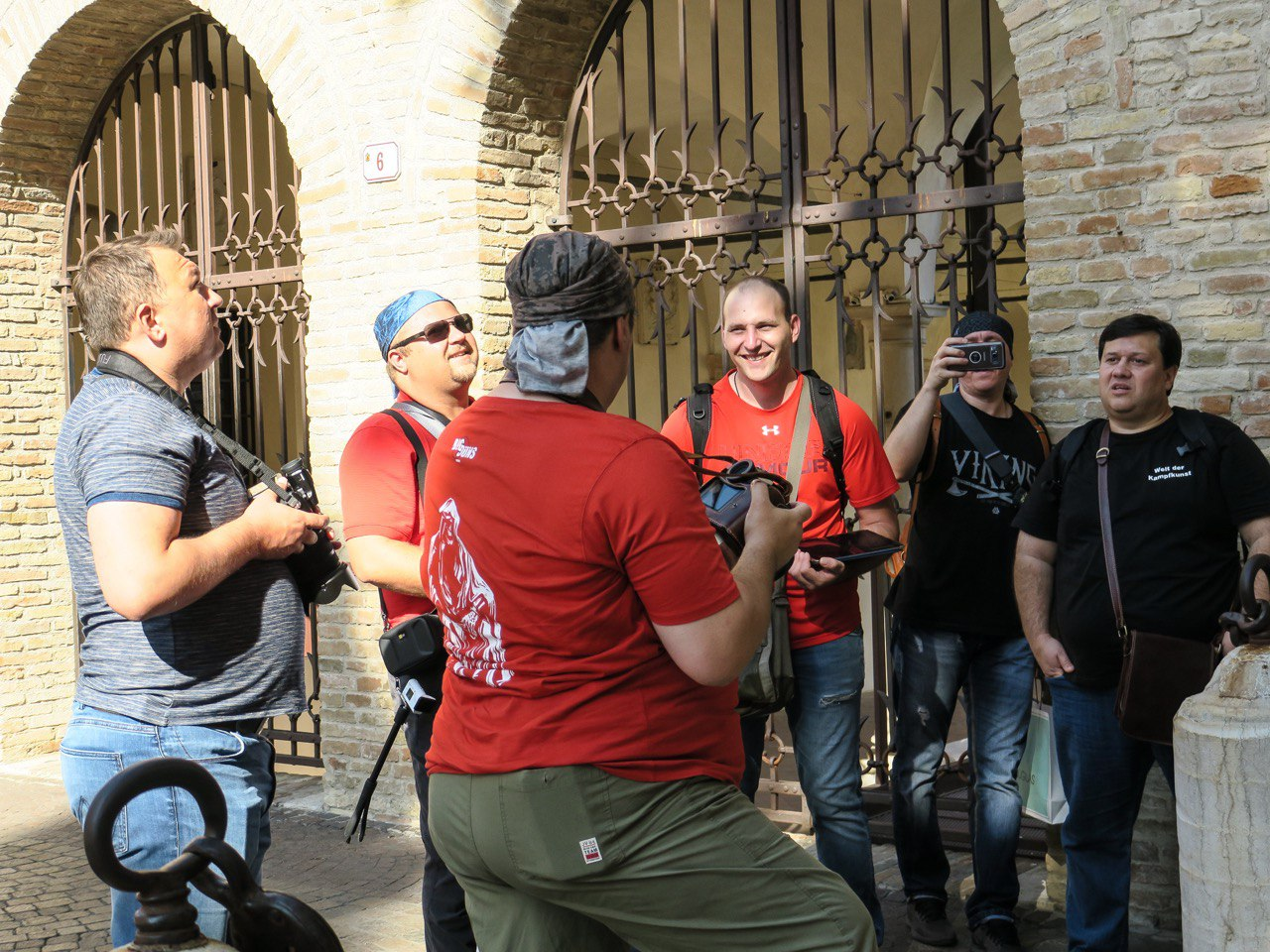
Oleg Maltsev e alcuni membri del Corpo di spedizione

Oleg Maltsev è il fondatore e capo della "Corpo di Spedizione". Per più di 5 anni, sotto la guida di Maltsev, furono effettuate 35 spedizioni in diverse parti del mondo, tra cui Messico, Italia, Spagna, Germania, Stati Uniti, ecc. "Corpo di Spedizione" dedica particolare attenzione allo studio del misticismo europeo. Dal 2014 al 2019 sono state condotte diverse spedizioni dedicate al tema del misticismo europeo, vale a dire la spedizione ad Athos, Reno, Venezia, Vienna, Isole Canarie, ecc.
Nel marzo 2018, Oleg Maltsev e la squadra di spedizione hanno condotto uno ricerca sulla sottocultura criminale calabrese. La base della spedizione era situata nella città di Fumefreddo-Bruzio, dove i ricercatori hanno studiato i meccanismi di formazione, le regole di interazione, le tattiche, la strategia e i meccanismi di influenza e il potere segreto della sottocultura criminale calabrese. Nell'estate dello stesso anno fu condotta una spedizione a Città del Capo, dove fu indagata la sottocultura criminale della Repubblica del Sud Africa.
Nel settembre 2019 è stata condotta una spedizione per studiare il misticismo di Firenze.
Nell'autunno del 2017, il Corpo di spedizione ha condotto ricerche sulla storia della personalità di Cus D'Amato e sull'origine del suo stile unico di boxe. La ricerca si è svolta negli Stati Uniti e nell'Italia meridionale, in Calabria, da dove proviene la famiglia Cus. Come risultato della ricerca, furono scritti una serie di libri sulla biografia, la filosofia e i metodi di D'Amato che applicava.
Un ruolo importante nella ricerca di spedizione di Oleg Maltsev svolge la fotografia di film professionale, che è una fonte affidabile di prove utilizzate per la preparazione di pubblicazioni scientifiche.

## Misticismo
Il lavoro di Maltsev va oltre la psicologia, poiché sostiene che studiando la memoria siamo necessariamente confrontati con la domanda di Dio. In realtà, afferma Maltsev, ci sono tre divinità diverse. Siamo tutti nati con una sola rappresentazione di Dio, che è presente nella nostra memoria come una nozione innata di "giustizia, compassione e verità", mentre creiamo con la nostra immaginazione una seconda immagine di Dio, un'entità "in alto nel cielo" chi premia e punisce, e la vita ci insegna una terza nozione di un Dio della Nave", il capitano della nave che chiamiamo società e un modello replicato in innumerevoli organizzazioni sociali.
Nella storia europea, afferma Maltsev, sono in azione tre sistemi - Athos, Reno e Venezia. Il sistema Athos, che prende il nome dal centro monastico greco Monte Athos, usa il "Dio del Cielo" per mantenere gli umani in uno stato di sottomissione e paura. Il sistema del Reno, che si occupa del "Dio della Nave", reagisce costantemente contro il sistema Athos, ma entrambi sono stati creati dal sistema Veneziano, l'unico che conosce l'esistenza dei tre Dei e si occupa del "Dio della Memoria".
Il misticismo era la spiritualità delle classi dominanti europee, conosciuto anche come "Verità". È un insegnamento perduto e segreto ma, afferma Maltsev, può essere ripristinato attraverso un processo di iniziazione che procede attraverso le fasi che fanno parte di una loggia minore e una grande loggia. Alcuni studiosi hanno definito questa parte del sistema di Maltsev "esoterico", anche se crede che l'esoterismo sia solo una parte del misticismo, e forse non il più importante. Nel 2018, la newsletter della Società europea per lo studio dell'Esoterismo occidentale, nel rivedere articoli accademici sulle questioni, riportava approvatamente che "anche se lo stesso Maltsev negherebbe che i suoi insegnamenti facessero parte dell " esoterismo ", gli osservatori esterni potrebbero avere delle ragioni per concludere che sono inclusi nella nozione più ampia del paradigma esoterico.
Nel sistema di Maltsev, i gradi della Gran Loggia sono collegati all'interazione tra gli "oggetti della richiesta", sessantaquattro personaggi misteriosi che fanno parte del nostro inconscio ancestrale. Nelle parole dello studioso italiano Massimo Introvigne, Maltsev insegna che "possiamo imparare i nomi segreti e le chiavi per interagire con i 64 oggetti di richiesta nell'inconscio ancestrale. Questi oggetti di richiesta sono invisibili e non comprendono il linguaggio umano. Tuttavia, possiamo ricavarne una conoscenza significativa, apprendere i meccanismi di accesso agli oggetti della richiesta e persino trovare i loro nomi, analizzando attentamente i libri dell'Antico Testamento della Bibbia ", oltre a certi gradi e rituali della Massoneria.

## Attività dell'ufficio regionale di Odessa dell'UAN
28 maggio 2019 Oleg Maltsev nominato capo della sezione regionale di Odessa dell'Accademia nazionale delle scienze dell'Ucraina.,  Durante la cerimonia di apertura, il presidente della UAN Aleksey Onipko ha presentato a Oleg Maltsev una mace come segno di rispetto e autorità sul mondo delle nuove scoperte scientifiche della regione meridionale, che ha affidato al capo della sezione Odessa della UAN.
Durante l'attività di Oleg Maltsev presso l'Accademia nazionale delle scienze dell'Ucraina, su sua iniziativa e con il sostegno di partner tedeschi, è stato introdotto un sistema di sovvenzioni indipendente per giovani scienziati. 
Sotto la guida dell'Accademia nazionale delle scienze dell'Ucraina, la società fotografica di Odessa è stata ripresa. Oleg Maltsev è stato eletto presidente della Società. Sempre nella sede regionale di Odessa dell'Accademia nazionale delle scienze dell'Ucraina, la Società storica e letteraria di Odessa è stata ripresa.
Sotto la guida di Oleg Maltsev nella sede regionale di Odessa dell'Accademia nazionale delle scienze dell'Ucraina sono tenuti seminari e tavole rotonde su temi di attualità del nostro tempo. Il primo seminario è stato dedicato alla sicurezza delle informazioni e il successivo alle questioni ambientali nel sud dell'Ucraina.

## Arti Marziali e Tradizioni Criminali
Maltsev crede che un numero di verità sul misticismo europeo siano conservate nelle tradizioni criminali del mondo, compresa la Mafia siciliana: quando una certa conoscenza è stata persa nella società principale, parte di essa è sopravvissuta nelle società criminali. Il misticismo europeo Cavalleria medievale è stato espresso anche nelle tecniche di maneggio delle armi, scherma e arti marziali, che, secondo Maltsev, hanno una profonda componente spirituale. Maltsev ha dedicato molto tempo all'esplorazione delle tradizioni criminali di diversi paesi e degli antichi trattati di scherma e maneggio delle armi, traducendo in russo alcuni classici, in particolare spagnolo e italiano.
Illustrativo del lavoro di Maltsev in questo campo è la sua esplorazione della criminalità a Città del Capo e di altre organizzazioni criminali sudafricane, concentrandosi sia sulle loro tecniche di maneggio delle armi che sulla loro "visione filosofico-religiosa" basata sulla divinizzazione di Mzuzephi Mathebula, noto come Nongoloza, il fondatore del movimento Umkosi Wezintaba che le bande attuali considerano il loro antenato. Una sintesi del lavoro di Maltsev sulle bande sudafricane è stata pubblicata nell'edizione russa del National Geographic Magazine nel 2018. Maltsev ha dedicato studi simili a organizzazioni criminali russe, la cosiddetta mafia russa (un'etichetta che considera imprecisa), concludendo che si tratta di "un sistema criminale che si era formato nel corso di 11 periodi storici, e quella "tradizione" descrive questo ambiente, che ha il suo linguaggio, il suo folklore, i suoi rituali e persino "credenze religiose unificate di natura non convenzionale", meglio dell'espressione comunemente usata "sottocultura". Oltre a Mafia in Sicilia, Maltsev ha anche esplorato la sua controparte in Calabria, 'ndrangheta, sottolineando che la sottocultura criminale calabrese è diversa dalla Siciliano, e sostenendo che sia la sua "cultura" che le tecniche di maneggio delle armi furono influenzate dalla germanica e spagnola Cavalleria medievale e anche dalla spiritualità Ordine francescano.
Nel campo delle arti marziali, Maltsev, come riportato in un articolo nell'edizione russa di National Geographic Magazine, è principalmente noto per il suo studio e insegnamento della tradizione spagnola di scherma conosciuta come Destreza, in entrambe le sue incarnazioni spagnole e siciliane e la traduzione in russo di opere di luminari spagnoli di scherma come Jerónimo Sánchez de Carranza e Luis Pacheco de Narváez. Nel 2018, ha offerto un corso di scherma e maneggio delle armi a Palermo, Sicilia, una città che un tempo era un importante centro di queste tecniche.
Maltsev sostiene che, attraverso vari canali, i principi psicologici e mistici che governano la scherma tradizionale sono stati ereditati da alcune tecniche moderne Pugilato, come dimostrano le attività del leggendario allenatore americano Cus D'Amato, il manager di Mike Tyson, a cui Maltsev ha dedicato due libri Pendolo senza compromessi e Asta di illuminazione che colpisce più velocemente del fulmine stesso e tre film documentari.
Sotto la guida di Oleg Maltsev 17 trattati medievali italiani e spagnoli sulla scherma furono tradotti per il pubblico dominio.

## Controversie
Il 14 settembre 2024 Oleg Maltsev è stato arrestato e accusato di "tentativo di sovvertire l'ordine costituzionale del paese e creazione di un'organizzazione paramilitare non autorizzata", secondo quanto riportato da The European Times. Secondo l'articolo, è detenuto presso il centro di detenzione di Odessa (SIZO) almeno fino alla data della pubblicazione (18 novembre 2024). Maltsev respinge tutte le accuse.
Nel marzo 2025, durante la 58ª sessione del Consiglio delle Nazioni Unite per i Diritti Umani, l'organizzazione non governativa Coordination des Associations et des Particuliers pour la Liberté de Conscience ha rilasciato una dichiarazione affermando che Oleg Maltsev e alcuni suoi collaboratori erano stati detenuti illegalmente in Ucraina e sottoposti a condizioni disumane. L'organizzazione ha invitato le autorità ucraine a rilasciarlo immediatamente.
Ad esempio, il sociologo italiano PierLuigi Zoccatelli ha scritto "Le arti marziali e l'insegnamento delle tecniche di maneggio delle armi sono campi altamente competitivi, e i concorrenti hanno cercato di usare l'accusa che Maltsev operi un "culto" per avvisare gli studenti di non iscriversi ai suoi corsi. Seguirono discussioni interminabili sulle sue credenziali nel campo del trattamento delle armi, con alcune che lo accusavano di essere un parvenu senza un pedigree credibile, mentre i luminari nel campo come Jon Rister approvavano Maltsev e persino co-autore di libri con lui". Lloyd De Jongh, un esperto di tradizioni criminali sudafricane, è anche coautore di un libro con Maltsev.
Anche secondo Willy Fautrè i concorrenti nel campo delle arti marziali usavano la critica contro Maltsev come un "leader del culto" che era stato sviluppato da esponenti del movimento anti-sette in Ucraina e Russia dal 2012. Secondo la ricostruzione di Willy Fautré, direttore dell'ONG Diritti umani senza frontiere, il "malcontento di una signora da Odessa Maria Kapar sul contenuto delle lezioni di Maltsev che ha frequentato nell'Associazione delle scienze applicate" l'ha portata a contattare l'affiliata russa organizzazione della Federazione europea dei centri di ricerca e di informazione sul settarismo (FECRIS), guidata dall'attivista anti-sette russo Alexander Dvorkin. Gli anti-sette hanno a loro volta contattato i media ucraini, e una campagna è stata lanciata criticando Maltsev come leader di un "culto pericoloso", usando lavaggio del cervello per controllare i suoi seguaci. La polemica ha raggiunto il suo apice nel 2015-2016 e successivamente è diminuita, a causa dell'effettiva resistenza di Maltsev e dei suoi avvocati - Maltsev è partner dello studio legale Redut, che fa parte della rete dell'Associazione delle Scienze Applicate.

## Opere
- Oleg Maltsev e Tom Patti, Pendolo senza compromessi, Dnepr, Serednyak T.K., 2017, ISBN 978-617-7599-09-7.
- Oleg Maltsev, Luis Pacheco de Narvaez e Manuel Cruzado y Peralta, I trucchi della scherma volgare e comune solo con la spada da imbarco, Dnepr, Serednyak T.K., 2017, ISBN 978-617-7599-17-2.
- Oleg Maltsev e Luis Pacheco de Narvaez, I trucchi della scherma volgare e comune con il bastone filippino, Dnepr, Serednyak T.K., 2017, ISBN 978-617-7599-12-7.
- Oleg Maltsev e Luis Pacheco de Narvaez, Trucchi di scherma volgare e comune solo con una spada, Dnepr, Serednyak T.K., 2017, ISBN 978-617-7599-11-0.
- Oleg Maltsev, 54, Dnepr, Serednyak T.K., 2017, ISBN 978-617-7599-40-0.
- Oleg Maltsev, Morte Nera, Dnepr, Serednyak T.K., 2017, ISBN 978-617-7599-45-5.
- Oleg Maltsev, Sui coltelli, Dnepr, Serednyak T.K., 2017, ISBN 978-617-7599-44-8.
- Oleg Maltsev, Conflitto con i giornalisti, Dnepr, Serednyak T.K., 2018, ISBN 978-617-7761-94-4.
- Oleg Maltsev, Ordine cavalleresco dei ladri russi, Dnepr, Serednyak T.K., 2019, ISBN 978-617-7761-79-1.
- Oleg Maltsev, L'ombra del continente europeo, Dnepr, Serednyak T.K., 2019, ISBN 978-617-7761-48-7.
- Oleg Maltsev, LEPKA - tattiche e strategie del mondo criminale fino agli anni '90, Dnepr, Serednyak T.K., 2019, ISBN 978-617-7761-59-3.